# Ла-Виктория (Венесуэла)
Ла-Виктория (исп. La Victoria) — город в штате Арагуа на севере Венесуэлы. Административный центр муниципалитета Хосе-Феликс-Рибас. Находится на центральном региональном шоссе, связывающем Валенсию, Маракай и Каракас. Промышленный рост в 1960-е годы привел к образованию городской агломерации с городами Лас-Техериас, Эль-Консехо и Сан-Матео.